# Mutzig
Mutzig (deutsch auch Mützig) ist eine französische Gemeinde mit 6094 Einwohnern (Stand 1. Januar 2021) auf einer Fläche von 8,01 km². Sie liegt im Département Bas-Rhin in der Region Grand Est (bis 2015 Elsass). Die Gemeinde ist Mitglied der Communauté de communes de la Région de Molsheim-Mutzig.

## Geographie
Die Gemeinde Mutzig liegt an der Bruche, die hier aus den Vogesen in die Oberrheinebene eintritt. Zu Mutzig gehört auch das Dorf Hermolsheim. Die Entfernung zum östlich gelegenen Straßburg beträgt 30 km.
Nachbargemeinden sind Molsheim, Dorlisheim, Rosenwiller, Gresswiller, Dinsheim-sur-Bruche, Dangolsheim und Soultz-les-Bains.

## Geschichte
Mutzig wurde im 13. Jahrhundert durch König Rudolf von Habsburg gegründet. 1308 kam es an den Bischof von Straßburg. Im Jahr 1444 widerstand die Stadt den Armagnacs. 1454 wurde sie durch Herzog Ludwig I. von Pfalz-Zweibrücken eingenommen und später wieder durch die Straßburger befreit.
Nachdem Frankreich das Elsass 1871 wieder an Deutschland abtreten musste, betrachtete das deutsche Militär Mutzig als wichtige Position um einen etwaigen französischen Angriff auf Molsheim und Straßburg zu behindern. Zwischen 1893 und 1916 wurde dazu die Feste Kaiser Wilhelm II. erbaut. Am 18. August 1914 gegen 16:00 Uhr eröffnete die Mutziger Festung das Feuer gegen französische Stoßtruppen, die bis ins Breuschtal vorgerückt waren. Insgesamt wurden 291 Schüsse abgefeuert. Die Franzosen erhielten Befehl zum Rückzug, das Elsass blieb dadurch außerhalb der Kampfgebiete.
Im Zweiten Weltkrieg wurde die Synagoge von Mutzig unter deutscher Besatzung geplündert und in eine Werkstatt umgewandelt. Nach Angaben von Yad Vashem wurden elf jüdische Einwohner Opfer der Endlösung.

## Literatur

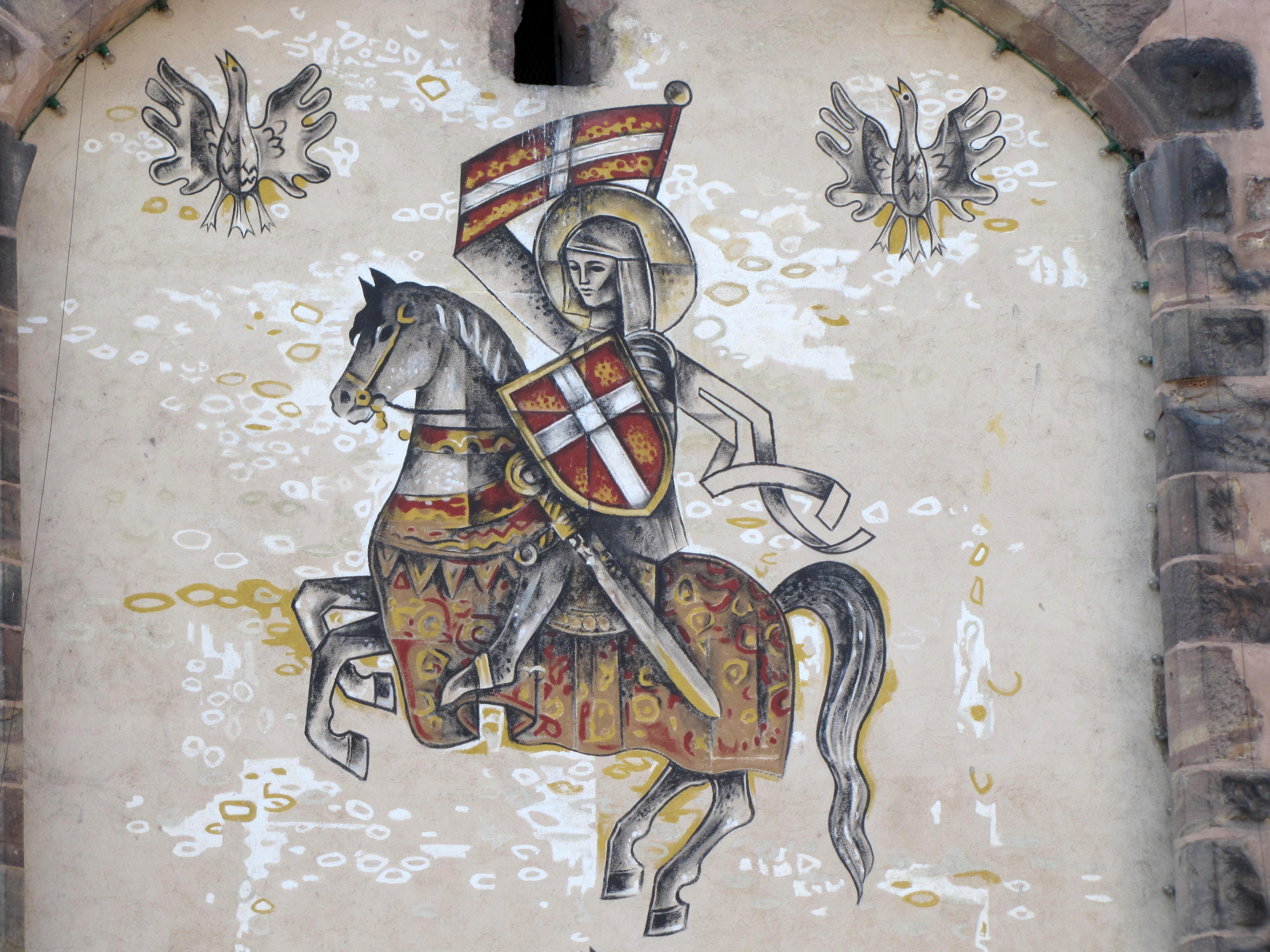
Wappenbild am Stadttor von Mutzig

### Demographie
| Jahr | Einwohner | Anmerkungen |
| ---- | --------- | --- |
| 1780 | –         | kleine Stadt mit sehr zahlreicher Judenschaft                                                                                              |
| 1821 | 3122      | meist katholische Einwohner, wenige Protestanten und 400 Juden                                                                             |
| 1846 | 3868      | [ 5 ] |
| 1872 | 2822      | am 1. Dezember, in 592 Häusern |
| 1880 | 2658      | am 1. Dezember, einschließlich Militär, auf einer Fläche von 842 ha, in 481 Häusern, davon 2402 Katholiken, 101 Protestanten und 154 Juden |
| 1890 | 2518      | [ 5 ] |
| 1905 | 3435      | mit der Garnison (ein Infanteriebataillon Nr. 143), meist katholische Einwohner                                                            |
| 1910 | 3262      | [ 9 ] [ 10 ] [ 5 ] |

| Jahr      | 1962 | 1968 | 1975 | 1982 | 1990 | 1999 | 2006 | 2017 |
| --------- | ---- | ---- | ---- | ---- | ---- | ---- | ---- | ---- |
| Einwohner | 3087 | 3703 | 3891 | 4174 | 4552 | 5584 | 5898 | 6011 |

### Wappen
Das Wappen von Mutzig zeigt den Heiligen Mauritius in Ritterrüstung mit Schild und Lanze und drei Raben. Auch ist er der Kirchenheilige von Mutzig.

## Sehenswürdigkeiten
- Das Untere Tor (Porte de Strasbourg) mit einer Darstellung des heiligen Mauritius vom Ende des 14. Jahrhunderts ist der letzte Rest der mittelalterlichen Befestigung und steht als Monument historique unter Denkmalschutz.
- Das Rathaus, als Hôtel de ville oder auch Mairie bezeichnet, 1746 erbaut, ist ein klassizistisches Gebäude mit zwiebelförmigen Glockenturm; in diesem befindet sich eine Uhr mit Jakobinerkopf und phrygischer Mütze über dem Zifferblatt; beim Stundenschlag streckt er Zunge raus und wackelt mit den Ohren. In Mutzig nennt man diese Holzfigur auch 'Rothüssmann'.
- Der Brunnenplatz, Place de Fontaine. Ursprünglich war der Platz mit einem Renaissancebrunnen (1667) verziert. Der Säulenschaft ist reichlich mit pflanzlichen Motiven geschmückt und ist eine Kopie. Das Original wird im Stadtmuseum aufbewahrt.
- Die Kirche St. Mauritius. Der Turm des imposanten neugotischen Gebäudes (1879) ist 72 Meter hoch, der höchste Kirchturm im Bruche-Tal. Die aufwendige neugotische Ausstattung des Innenraums ist denkmalgeschützt (Monument historique).
- Die Synagoge in Mutzig von 1787 ist die älteste in ihrer gesamten Bausubstanz erhaltene Synagoge des Elsass. Daneben befand sich das jüdische Schulhaus, das 1922 geschlossen wurde.
- Der Dôme de Mutzig, neue Veranstaltungshalle von Mutzig, max. 1.000 Plätze.

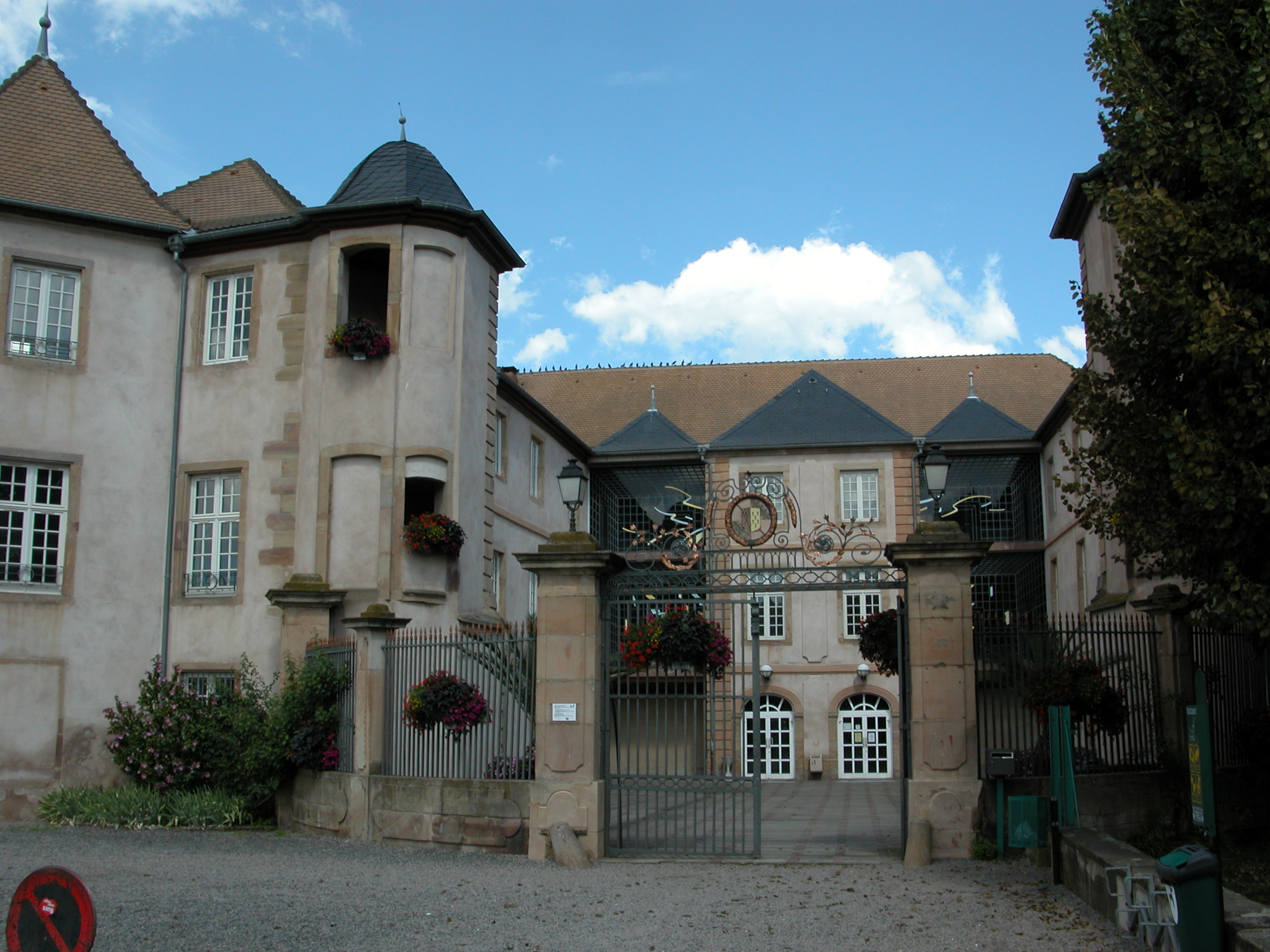
Schloss der Rohans

- Schloss der RohansDas Château des Rohans ist ein Barockschloss aus dem 17. Jahrhundert, das an der Stelle eines im Dreißigjährigen Krieg von den Schweden zerstörten Vorgängerbaus aus dem 13. Jahrhundert errichtet wurde. Weniger bekannt als seine Nachbarn, das Rohan-Schloss in Saverne und das Palais Rohan in Straßburg, diente es 86 Jahre (1704–1790) den vier Fürstbischöfen und späteren Kardinälen der Familie Rohan. Das Schloss wurde ursprünglich als Residenz des Bischofs Franz Egon von Fürstenberg erbaut und 1673 bezogen. Nach der Französischen Revolution wurde das Schloss geplündert, enteignet und 1799 von den Gebrüdern Coulaux erstanden. Vom 20. April 1801 bis 1870 (Deutsch-Französischer Krieg) diente das Schloss als Waffenmanufaktur. Hier wurden die berühmten Chassepot-Gewehre hergestellt. Heute beherbergt das Schloss das städtische Museum (mit einer großen Gewehrsammlung) und verschiedene kulturelle Einrichtungen.
- Auf dem nördlichen Berg in der unmittelbaren Umgebung von Mutzig errichtete das Preußische Kriegsministerium von 1893 bis 1916 die damals mit 254 ha größte Festung mit dem Namen Feste Kaiser Wilhelm II. (heute: Fort de Mutzig). Mit ihr wurden neue technische Lösungen eingeführt: Beton, Panzertürme und Elektrizität.

Die Festung bot etwa 6500 Mann Platz in ca. 40.000 m² bombensicherer Werke. Teile der Anlage können besichtigt werden. Genauere Informationen siehe Die Festung heute.
- Nördlich von Mutzig verlief die Maginot-Linie, deren Befestigungen im November 1944 von der 45. Infanterie-Division der US-Armee nach wenig Widerstand der deutschen Wehrmacht eingenommen und überschritten wurden. Teile dieser Anlagen sind zu besichtigen.

Ortsbilder
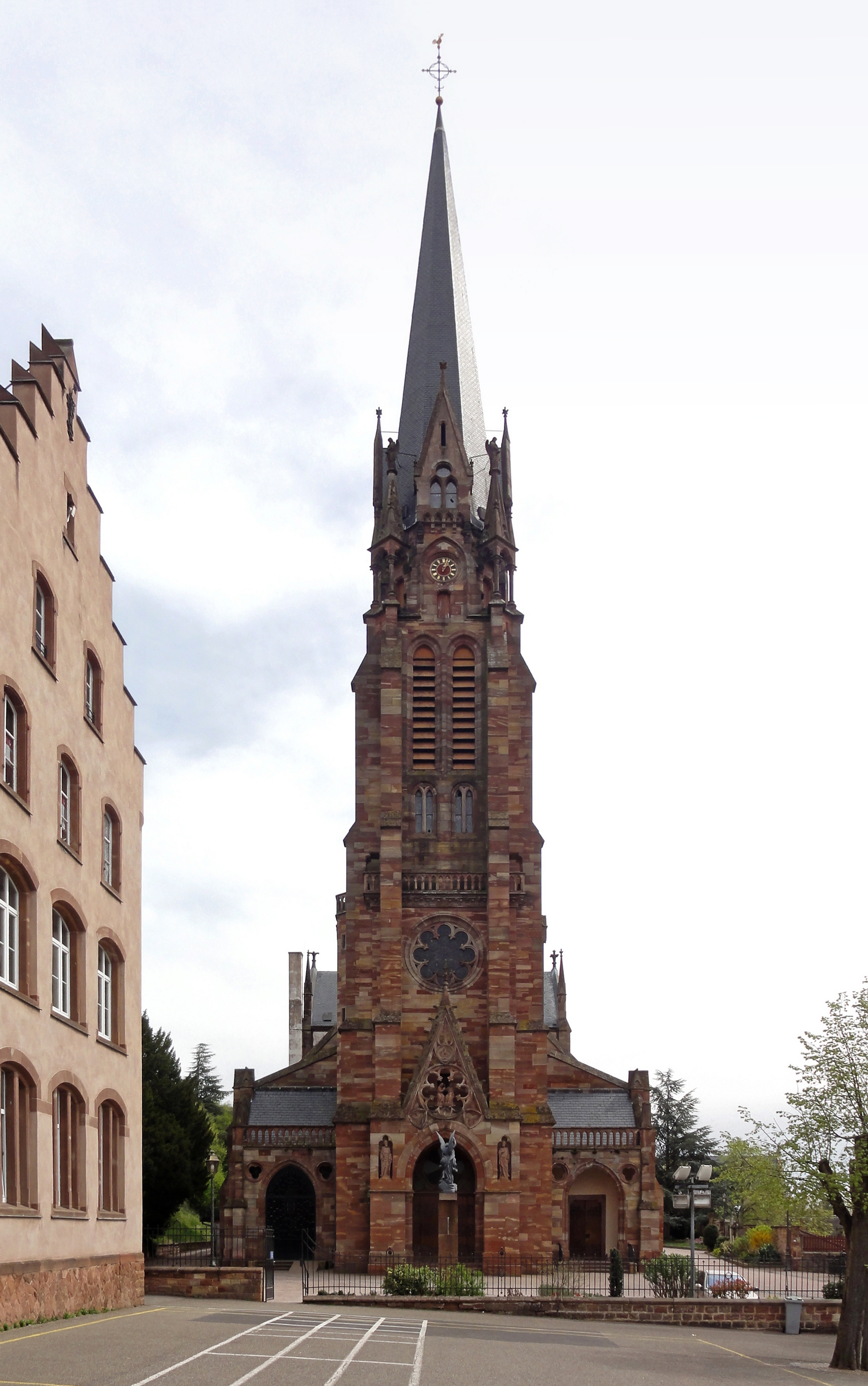
Kirche St. Mauritius
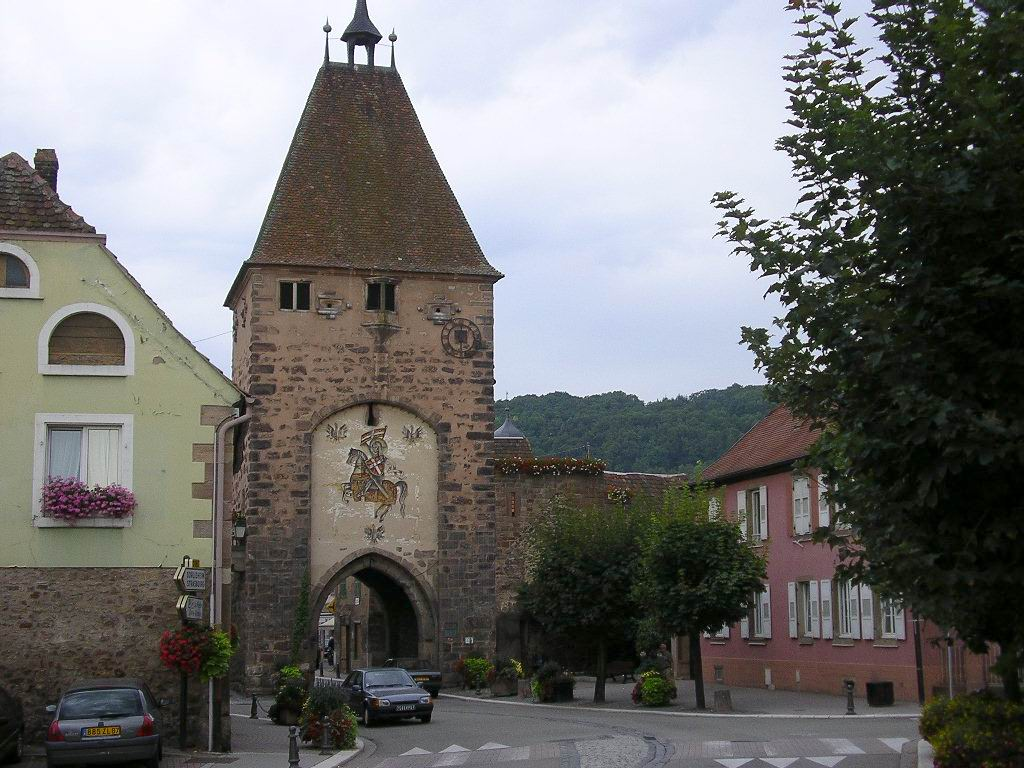
Stadttor – Porte de Strasbourg
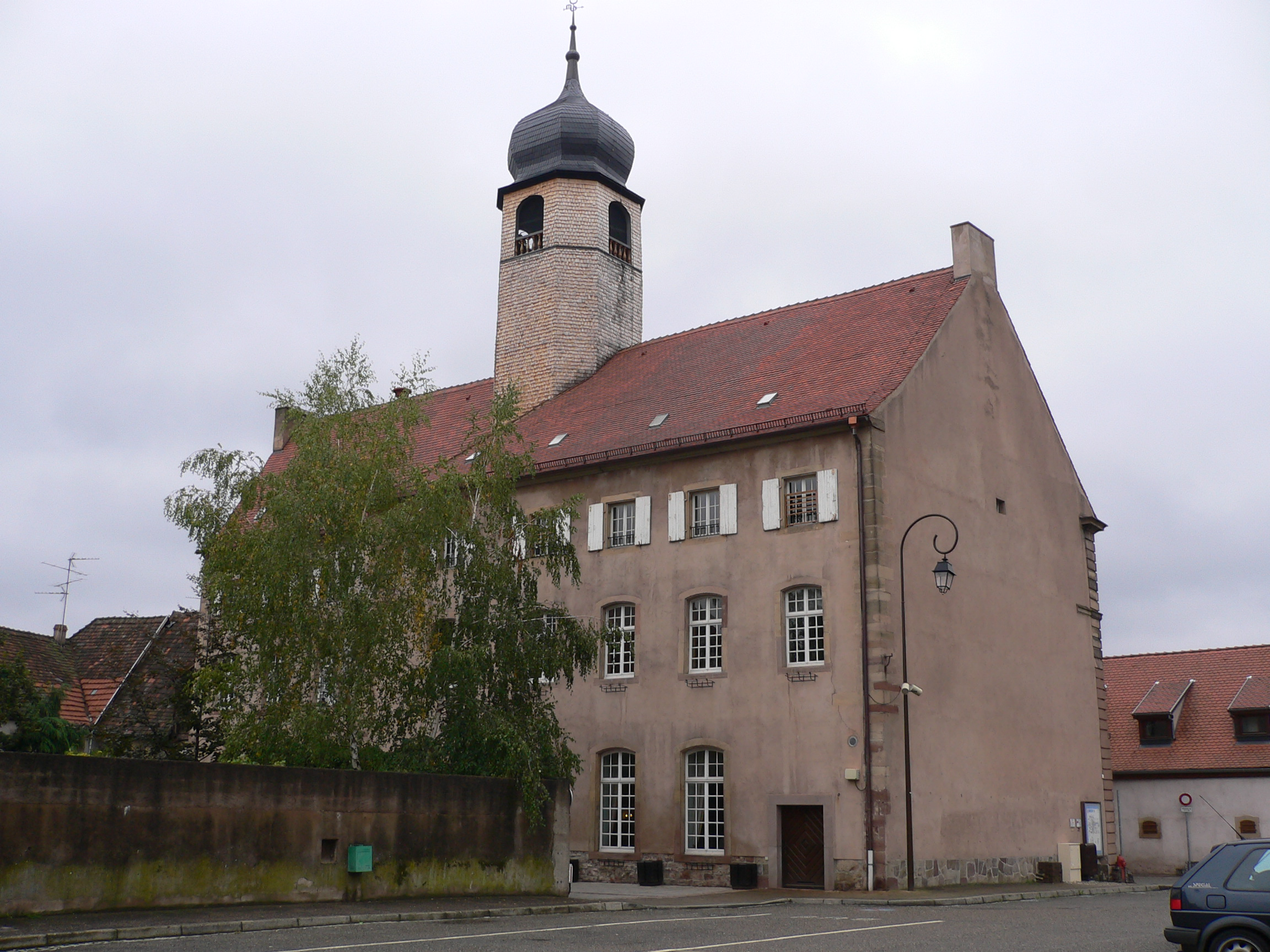
Rathaus- L’Hôtel de Ville oder auch Mairie
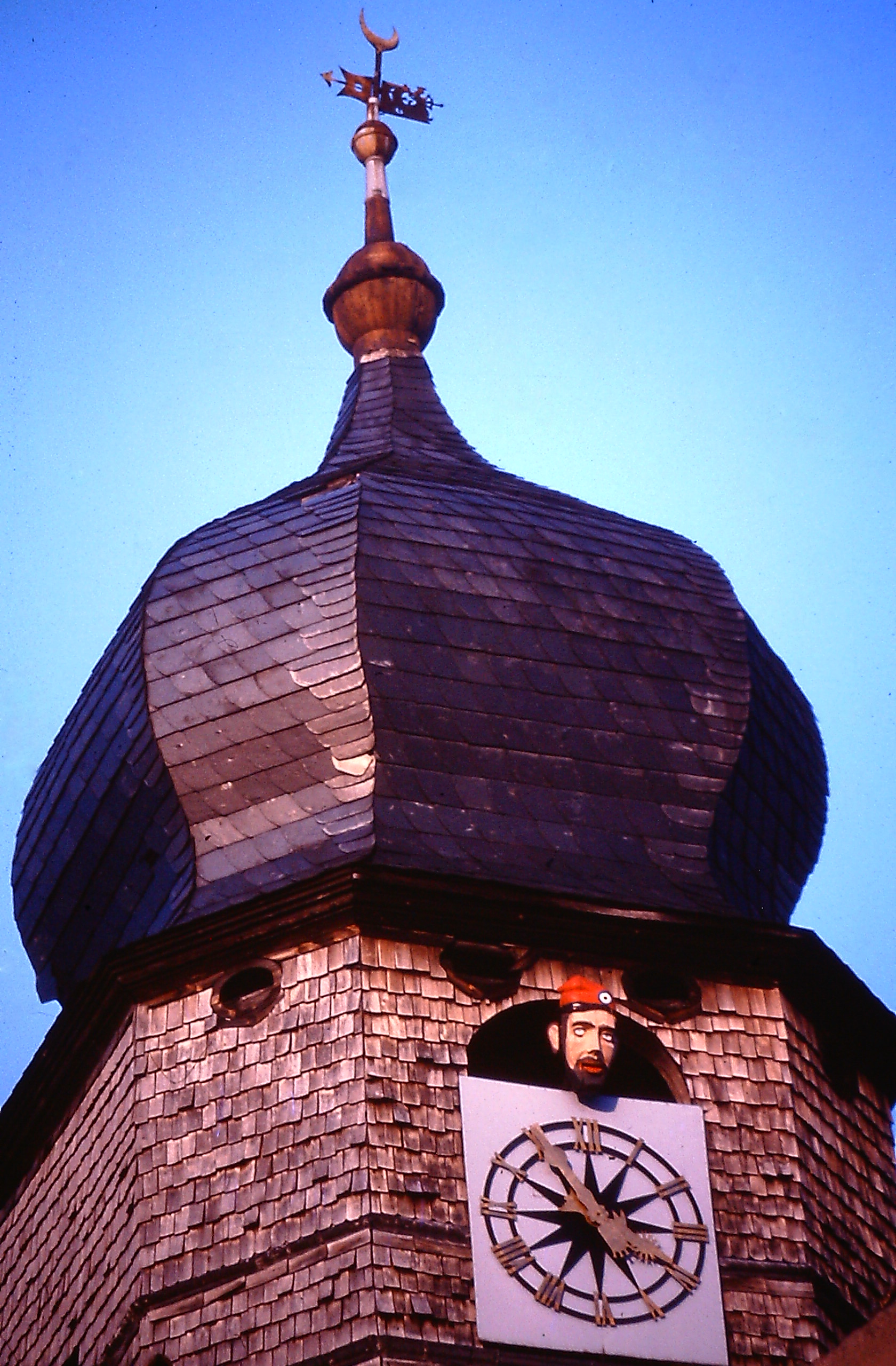
Rathausturm mit Rothüssmann
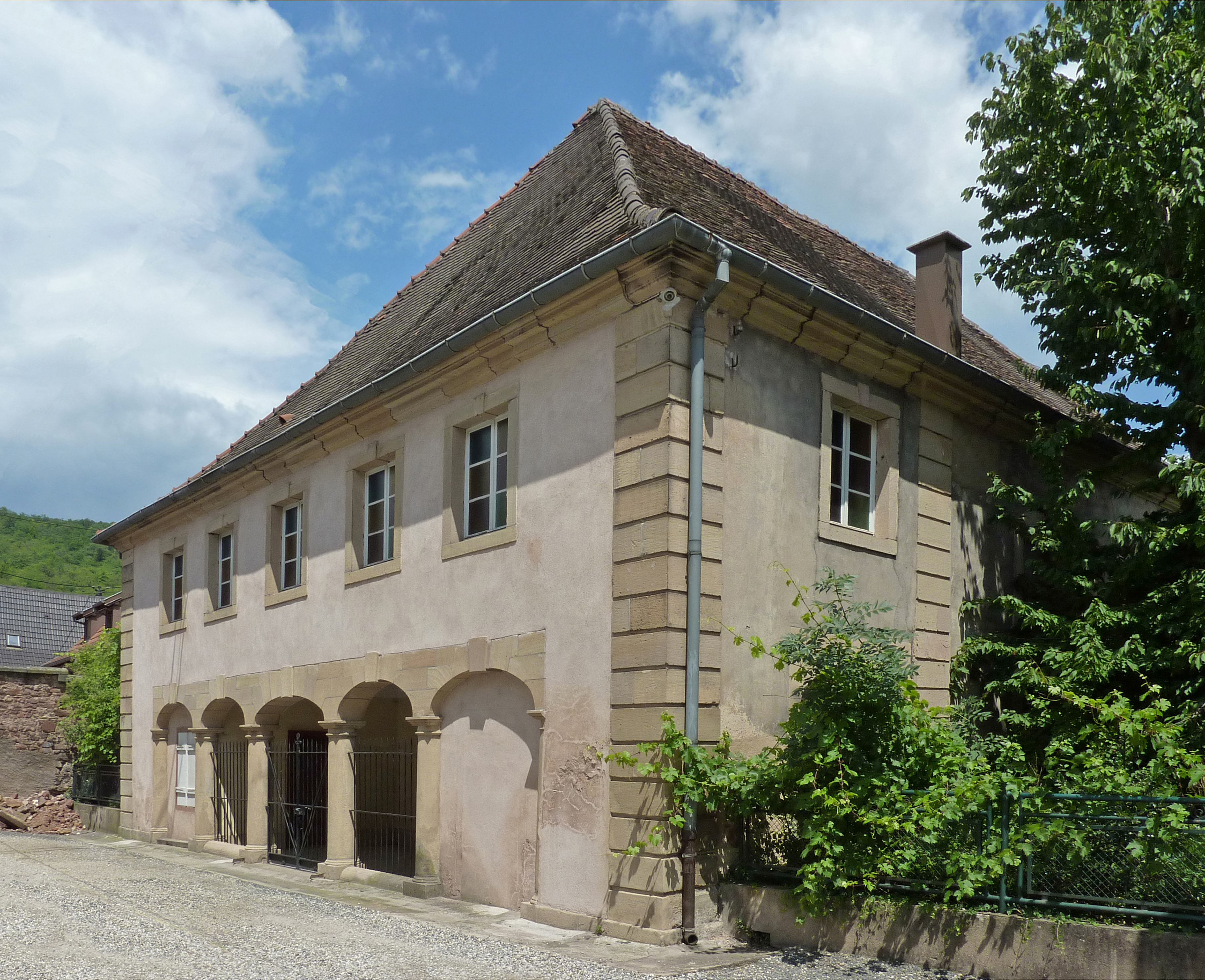
Älteste Synagoge im Elsass von 1787
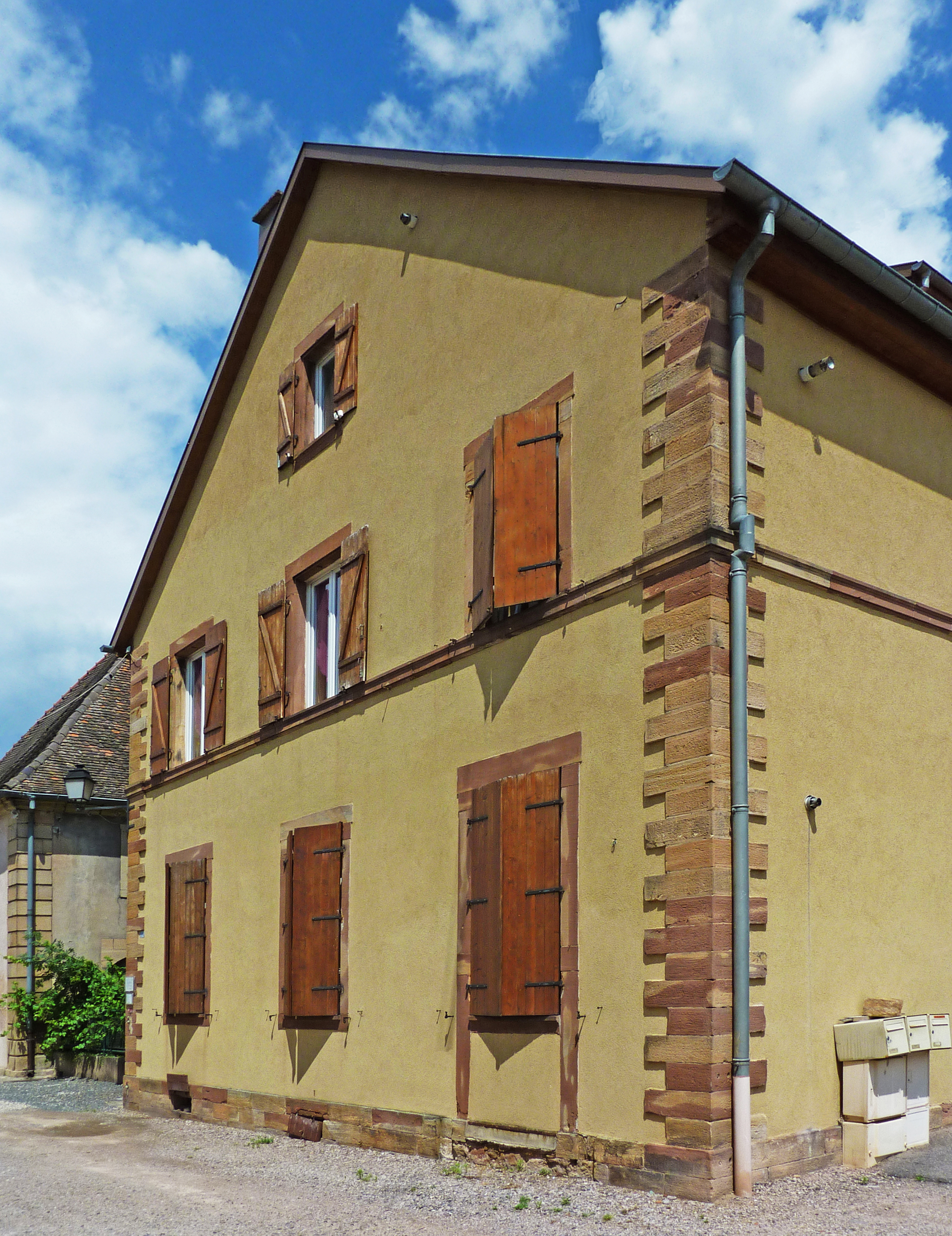
Ehemalige jüdische Schule
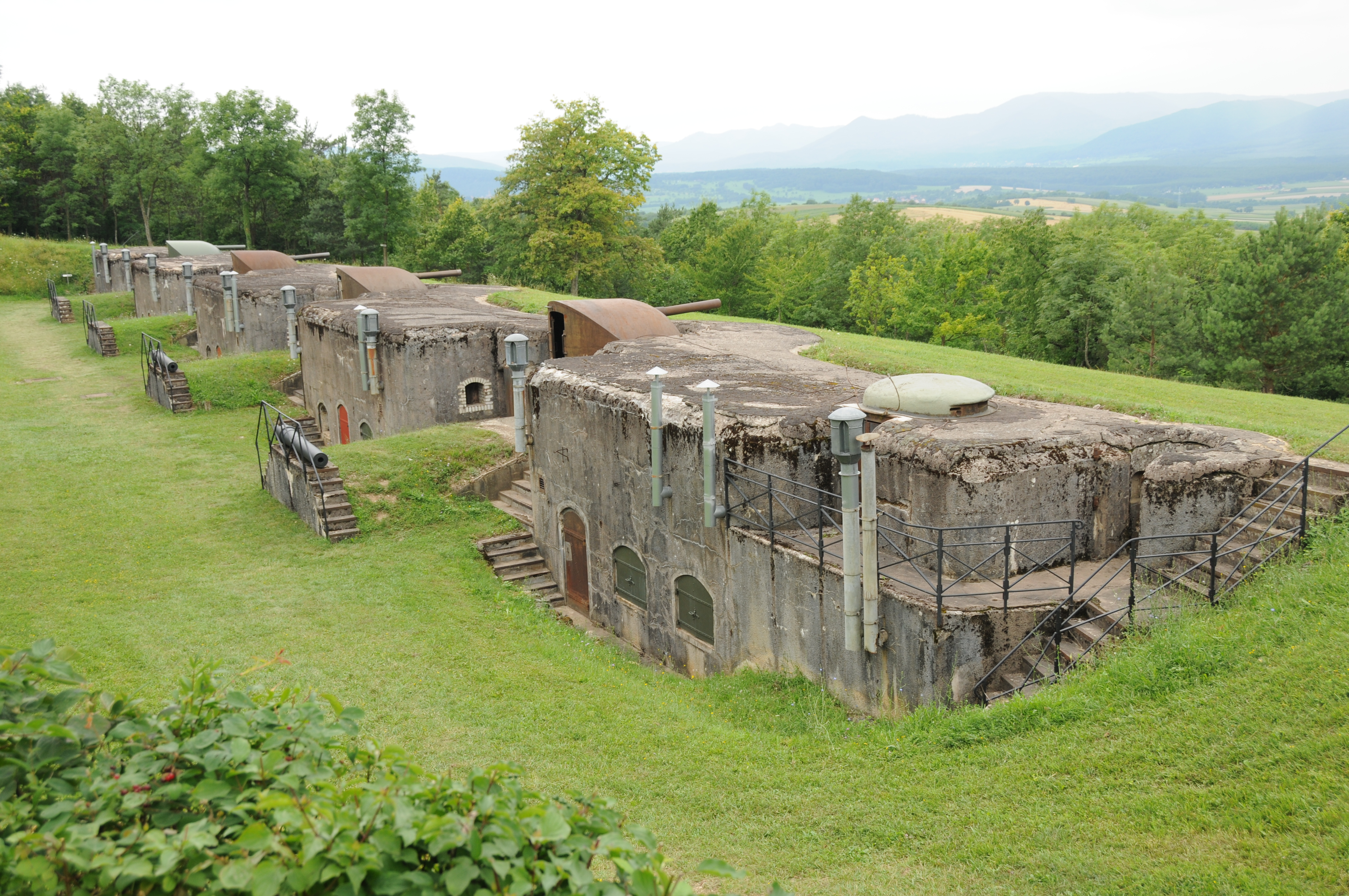
Batterie 1 in der Feste Kaiser Wilhelm II.

## Wirtschaft

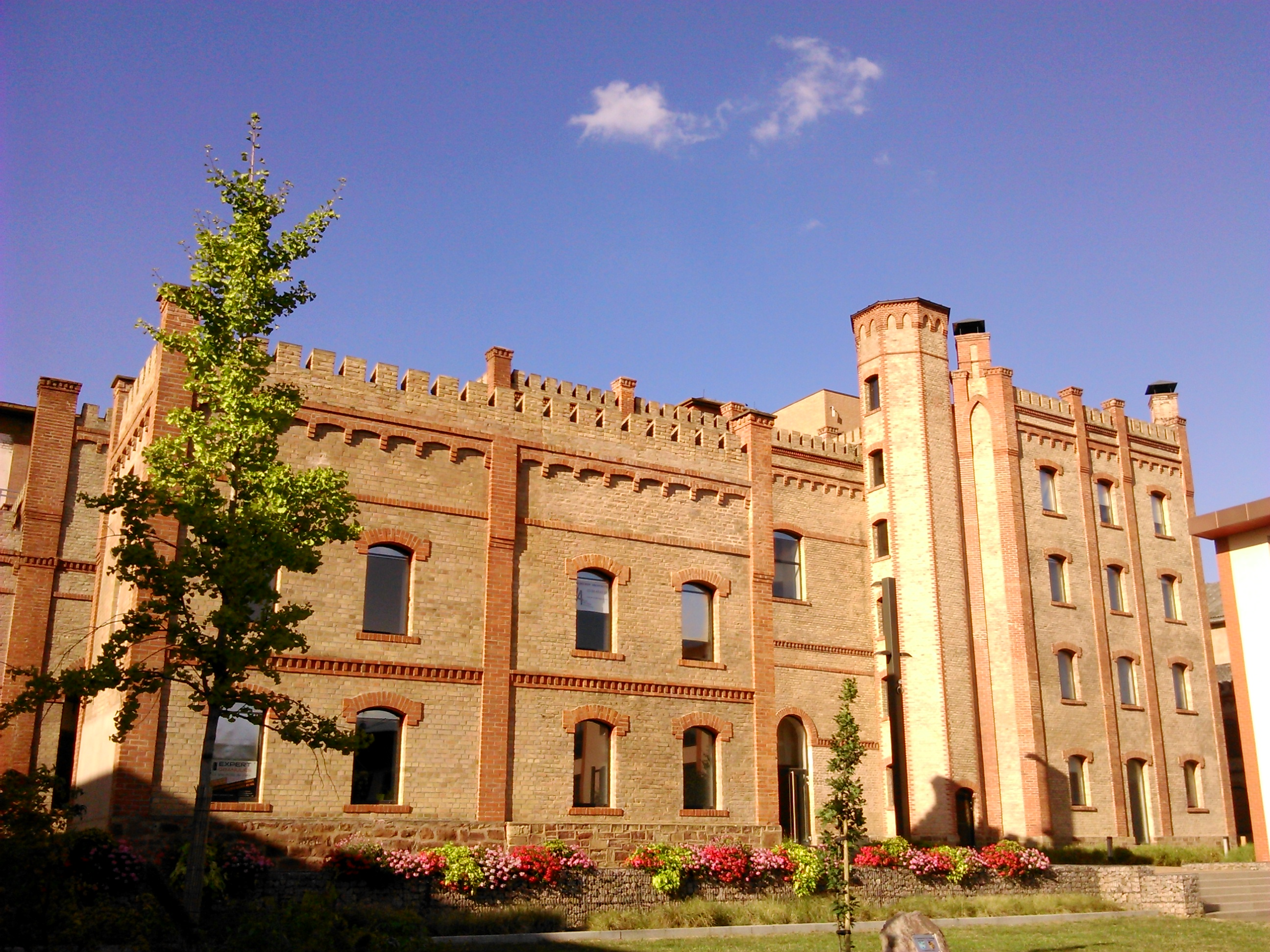
Ehemalige Brasserie Mutzig

Bekannt ist Mutzig in Westeuropa vor allem durch die 1810 von Antoine Wagner gegründete Mützig-Brauerei, die hauptsächlich helle Biere herstellte. 1969 wurde die Brauerei Teil der Albra-Gruppe (L’Alsacienne de Brasserie) und mit dieser 1972 von Heineken übernommen, 1980 in Heineken France S.A. umbenannt. 1989 wurde der Standort geschlossen; die jährliche Produktion lag zuletzt bei rund 600.000 hl. In Schiltigheim wird weiter ein Bier unter der Marke Mutzig gebraut. Das historische Brauereigebäude der Mützig-Brauerei wurde in ein Apartmenthotel umgebaut.

## Verkehr
Mutzig liegt an der Bahnstrecke Strasbourg–Saint-Dié und wird von TER-Zügen bedient.

## Garnison
Mutzig war und ist ein Standort der französischen Armee. Die heutigen Kasernen Moussy und Clerc stammen in ihrem Ursprung noch aus der deutschen Kaiserzeit von 1898. Auf einem nicht öffentlich zugänglichen Gelände ist zurzeit das 44e Régiment de Transmissions (44. Fernmeldeaufklärungsregiment) beheimatet. Es gehört zur Brigade de Renseignement (Aufklärungsbrigade) in Haguenau.

## Sport
Der Fußballclub AS Mutzig spielt im Stade Municipal Roger Leissner.

## Partnerschaften
Seit 1990 ist die Gemeinde Freisen im Saarland Partnergemeinde von Mutzig, 2011 kam Almeida in Portugal als weitere Partnergemeinde hinzu.

## Persönlichkeiten
- Johann Peter Stupfel (1725–1795), deutscher Jurist
- Ludwig Greß (1747–1824), österreichischer Orgelbauer
- Louis François Antoine Arbogast (1759–1803), französischer Mathematiker
- Antoine Alphonse Chassepot (1833–1905), französischer Erfinder (Waffentechnik)
- Joseph Ehrismann (1880–1937), Glas- und Kunstmaler
- Joseph Guerber (1824–1909), Schriftsteller und Journalist, Vikar in Mutzig
- Jean-Noël Huck (* 1948), Fußballspieler und -trainer
- Paul Jean Marx (1935–2018), römisch-katholischer Geistlicher, Bischof von Kerema